# Trepadeira-siberiana
A trepadeira-siberiana (Sitta arctica) é uma espécie de ave da família Sittidae. Por muito tempo considerada uma subespécie da trepadeira-azul (S. europaea), foi diferenciada como espécie distinta em 2006 com base em caracteres morfológicos e moleculares. É, em média, ligeiramente maior que a trepadeira-azul (embora com considerável sobreposição) e difere em algumas características morfológicas, como a forma do bico, o tamanho das garras e a coloração da parte inferior das asas e das rectrizes. Seu canto também foi descrito como "nitidamente diferente" do da trepadeira-azul, embora sem maiores detalhes.
A trepadeira-siberiana habita as florestas a nordeste do lago Baical, até o mar de Bering e o mar de Ocótsqui, mas não próximo à costa. Vive no noroeste da Sibéria, raramente ultrapassando o meridiano 105 E a oeste. Ocorre em florestas de Larix gmelinii [en] em planícies de inundação. Com uma ampla distribuição e uma população presumivelmente estável, a União Internacional para a Conservação da Natureza considera a ave uma "espécie pouco preocupante".

## Taxonomia

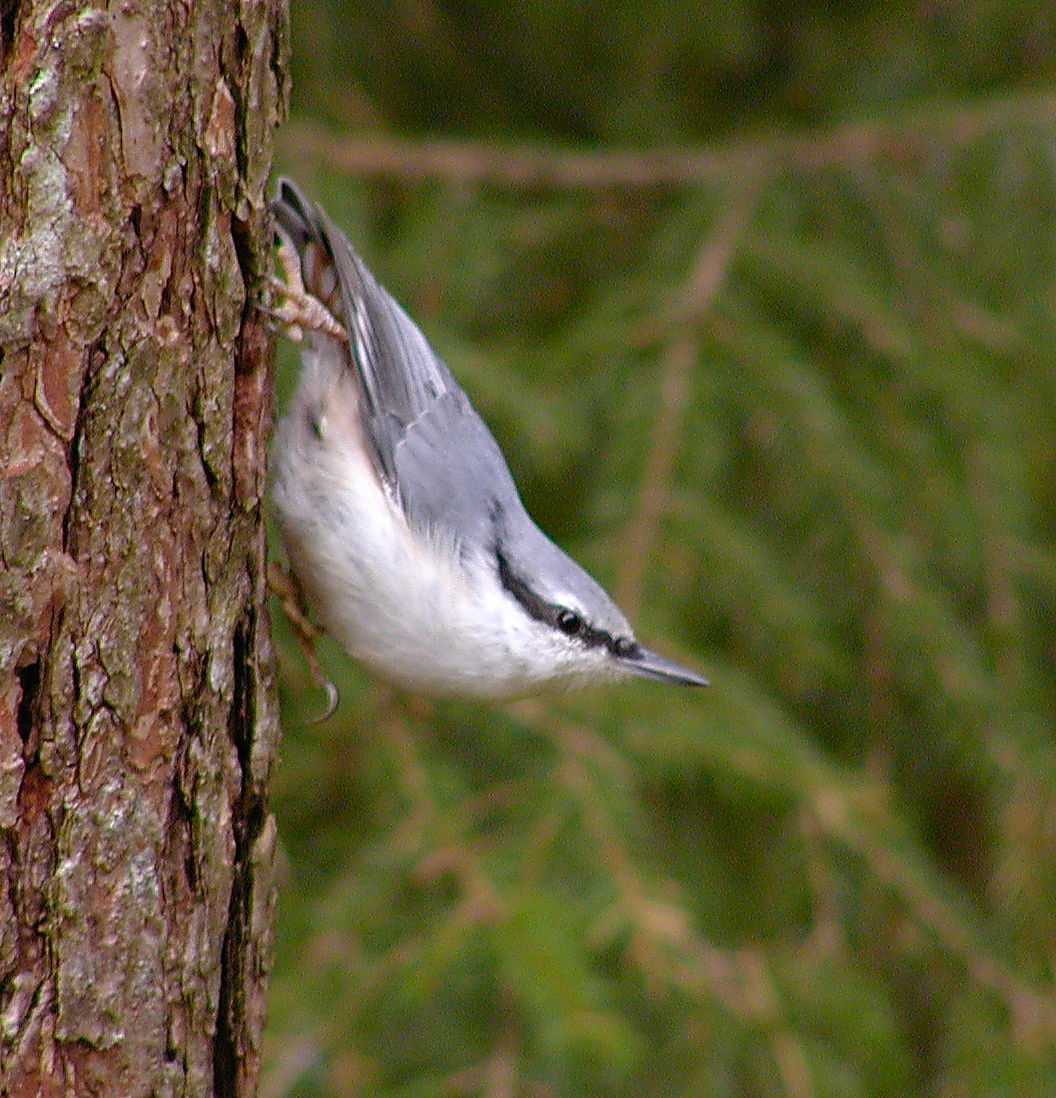
A trepadeira-azul, subespécie nominada S. e. europaea, é muito semelhante à trepadeira-siberiana, mas não são particularmente próximas entre as trepadeiras.

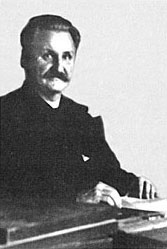
en descreveu a trepadeira-siberiana em 1907

A trepadeira-siberiana foi descrita em 1907 com seu nome atual, S. arctica, pelo ornitólogo russo Sergei Buturlin [en], com base em um espécime (holótipo) de Verkhoiansk. Em 1916, Buturlin propôs a divisão da família Sittidae em várias subfamílias, gêneros e subgêneros. Mais tarde, no mesmo ano, colocou Sitta arctica em um gênero monotípico, Arctositta Buturlin, 1916, considerando sua morfologia suficientemente distinta das demais trepadeiras. Em 1928, o ornitólogo alemão Otto Kleinschmidt relacionou o gênero Arctositta ao grupo da trepadeira-azul (S. europaea), e a trepadeira-siberiana foi subsequentemente considerada uma subespécie Sitta europaea arctica da trepadeira-azul.
Em 2006, os ornitólogos Yaroslav Red'kin e Maria Konovalova publicaram uma revisão abrangente das subespécies do leste da Ásia da trepadeira-azul, propondo que a subespécie S. e. arctica fosse restaurada ao status de espécie, reconhecendo sua morfologia claramente distinta das demais subespécies e o fato de que a trepadeira-siberiana vive em simpatria parcial com Sitta europaea sem apresentar hibridização significativa. A decisão foi seguida pelos ornitólogos Nigel J. Collar e John D. Pilgrim em 2007 e adotada pelo Congresso Ornitológico Internacional na versão 1.6 (30 de junho de 2008). A separação também foi aceita pela União Britânica de Ornitólogos em 2012. Essas análises morfológicas são consistentes com análises de DNA mitocondrial realizadas em 2006, que mostraram uma grande divergência (10% para o gene ND2) entre S. arctica e S. europaea. O ornitólogo alemão Hans Edmund Wolters [en] propôs a divisão do gênero Sitta em subgêneros entre 1975 e 1982. A trepadeira-siberiana é colocada em Sitta (Sitta) (Lineu, 1758). De acordo com o Congresso Ornitológico Internacional e Alan P. Peterson, não são reconhecidas subespécies.

### Filogenia
Em 2014, Eric Pasquet e colegas publicaram uma árvore filogenética baseada em DNA nuclear e mitocondrial de 21 espécies de trepadeiras. Dentro do grupo "S. europaea", a trepadeira-de-cauda-branca [en] (S. himalayensis) – e, portanto, a trepadeira-dos-chim (S. victoriae), embora não incluída no estudo – aparece como basal, e a trepadeira-azul é relacionada à trepadeira-de-barriga-cinzenta (S. nagaensis) e à trepadeira-da-caxemira (S. cashmirensis). A trepadeira-indiana (S. castanea), a trepadeira-de-barriga-castanha (S. cinnamoventris), a trepadeira-indochinesa [en] (S. neglecta) e a trepadeira-siberiana não foram incluídas no estudo. O grupo "S. europaea" é irmão da trepadeira-rupestre-do-levante (S. neumayer) e da trepadeira-rupestre-oriental (S. tephronota); esses dois clados divergiram há treze milhões de anos. Em 2020, uma nova filogenia foi publicada, cobrindo o gênero de forma mais abrangente, incluindo mais de quatro espécies mencionadas acima e utilizando três genes mitocondriais e dois nucleares. As três espécies do sul da Ásia (trepadeira-indiana, de-barriga-castanha e indochinesa) são relacionadas à trepadeira-da-caxemira, mas, surpreendentemente, a trepadeira-siberiana aparece em um ramo próprio, bastante distante da trepadeira-azul, da qual foi considerada subespécie por muito tempo.
O cladograma simplificado abaixo é baseado na análise filogenética de Packert e colegas (2014):

|  | Trepadeira-rupestre-do-levante (Sitta neumayer) |
|  |                                                 |
|  | Trepadeira-rupestre-oriental (Sitta tephronota) |
|  |                                                 |

|  | \| \| Trepadeira-dos-chim (Sitta victoriae) \| \| \| \| \| \| Trepadeira-de-cauda-branca [en] (Sitta himalayensis) \| \| \| \| |
|  | |
|  | Trepadeira-dos-chim (Sitta victoriae)                                                                                          |
|  | |
|  | Trepadeira-de-cauda-branca [en] (Sitta himalayensis)                                                                           |
|  | |

|  | Trepadeira-dos-chim (Sitta victoriae)                |
|  |                                                      |
|  | Trepadeira-de-cauda-branca [en] (Sitta himalayensis) |
|  |                                                      |

|  | \| \| Trepadeira-dos-chim (Sitta victoriae) \| \| \| \| \| \| Trepadeira-de-cauda-branca [en] (Sitta himalayensis) \| \| \| \| |
|  | |
|  | Trepadeira-dos-chim (Sitta victoriae)                                                                                          |
|  | |
|  | Trepadeira-de-cauda-branca [en] (Sitta himalayensis)                                                                           |
|  | |

|  | Trepadeira-dos-chim (Sitta victoriae)                |
|  |                                                      |
|  | Trepadeira-de-cauda-branca [en] (Sitta himalayensis) |
|  |                                                      |

### Biogeografia
Em 1996, o ornitólogo russo Vladimir Leonovitch e seus colaboradores propuseram uma hipótese biogeográfica para explicar a diferenciação das trepadeiras no nordeste da Sibéria. Durante as glaciações do Quaternário, certos refúgios glaciais parecem ter permitido a sobrevivência de pelo menos partes da fauna e flora siberiana. Populações relacionadas à Sitta europaea poderiam ter sobrevivido nesses refúgios, neste caso a bacia do rio Anadyr, onde Sitta arctica pode ter se diferenciado, e o sul da península de Camecháteca, onde a subespécie S. e. albifrons poderia ter divergido das outras subespécies da trepadeira-azul.

## Descrição
A trepadeira-siberiana é uma trepadeira de tamanho médio, com cerca de 15 cm de comprimento. As partes superiores são azul-acinzentadas e as partes inferiores são brancas brilhantes. É bastante semelhante às subespécies de peito branco da trepadeira-azul encontradas nas regiões mais ao norte da Eurásia, mas distingue-se por seu tamanho médio ligeiramente maior e por várias particularidades anatômicas mais ou menos fáceis de identificar. As partes superiores são azul-acinzentadas opacas, como na subespécie S. europaea amurensis, mas mais escuras que em todas as outras subespécies da trepadeira-azul. A linha ocular é preta, mais fina e curta que nesta última. Red'kin e Konovalova, do Museu de Moscou, afirmam que não há uma marca clara na testa e acima dessa linha preta, embora tal marca esteja presente em algumas subespécies de S. europaea. Diferentemente de S. europaea, o castanho-avermelhado da garupa se estende mais pelos flancos; as coberteiras inferiores das asas são cinza-escuras (não claras), as rectrizes externas são brancas por mais da metade de seu comprimento, e não há dimorfismo sexual aparente.

O bico é mais longo e estreito que nas várias subespécies da trepadeira-azul, com a margem superior completamente ou quase reta e a inferior curvada para cima. A base do bico é densamente coberta por penas longas. A asa é mais pontiaguda que na trepadeira-azul, e a sétima rémige primária é igual em tamanho à segunda, enquanto é menor que esta na trepadeira-azul. O tarso é mais curto (em termos absolutos) que em todas as subespécies da trepadeira-azul, mas a garra traseira é claramente mais desenvolvida, igualando o comprimento do restante do dedo (cerca de 10 mm). O macho tem, em média, 14,8 cm, enquanto a fêmea tem 15,1 cm, com envergaduras de 25,7 cm e 25,2 cm, respectivamente. Em machos e fêmeas, respectivamente, a asa dobrada mede em média 86,4 mm e 83,9 mm, o bico 18,6 mm e 19,1 mm, a cauda 49,9 mm e 46,7 mm, e o tarso 17,0 mm e 16,9 mm. O macho adulto pesa cerca de 21,2 g, e duas fêmeas pesaram 19,7 g e 22,1 g.

## Ecologia e comportamento
Durante o outono e o inverno, a trepadeira-siberiana migra, formando bandos mistos de forrageamento com as subespécies da trepadeira-azul S. e. asiatica e S. e. baicalensis.

### Vocalizações
O canto da trepadeira-siberiana é poderoso. Alguns sonogramas de chamados e cantos da trepadeira-siberiana foram publicados em 1996, e sua voz é descrita como "nitidamente diferente" da trepadeira-azul, mas sem especificações adicionais.

### Reprodução
Os dados disponíveis sobre a ecologia da espécie são muito fragmentados. Observações em 1994 mostraram que os pares já estavam formados em 15 de maio. Como outras trepadeiras, notadamente a trepadeira-azul, esta espécie ocasionalmente reutiliza o ninho de um pica-pau-malhado-grande (Dendrocopos major) e cobre a entrada com lama para reduzir seu diâmetro. Os filhotes observados aprenderam a voar entre 30 de junho e 4 de julho.

## Distribuição e habitat
A trepadeira-siberiana é endêmica da Rússia e vive no centro e nordeste da Sibéria. A oeste, sua distribuição começa por volta do meridiano 105 E, próximo às cabeceiras dos rios Tunguska Inferior e Viliui ao norte (até cerca do 65º ou 67º paralelo norte) e do rio Lena ao sul. A leste, não ultrapassa as cabeceiras inferiores do rio Anadyr, as montanhas Koryak [en] e as fontes do rio Punjina. A distribuição não alcança áreas costeiras, nem o mar de Bering nem o mar de Ocótsqui. A maior parte de sua distribuição termina ao sul, onde começa a distribuição da subespécie asiatica da trepadeira-azul, e a leste é substituída na península de Kamchatka por S. e. albifrons.
A trepadeira-siberiana habita florestas de Larix gmelinii principalmente em planícies de inundação.
A espécie é nômade no inverno e foi registrada como vagante até o norte da Europa.

## Estado de conservação e ameaças
O nível de ameaça da trepadeira-siberiana foi avaliado pela União Internacional para a Conservação da Natureza em outubro de 2016, que a considera "espécie pouco preocupante". De acordo com dados da BirdLife International, a distribuição dessa ave é vasta, cobrindo 3.910.000 km², e sua população é grande e estável, não justificando a suposição de um nível de ameaça mais elevado.